# Polzing (Bockhorn)
Polzing ist ein Ortsteil der Gemeinde Bockhorn im Landkreis Erding in Oberbayern. 

## Geografie
Das Dorf liegt fünf Kilometer südöstlich von Bockhorn entfernt auf der Gemarkung Matzbach. 

## Verkehr
Die Staatsstraße 2084 verläuft durch den Ort.

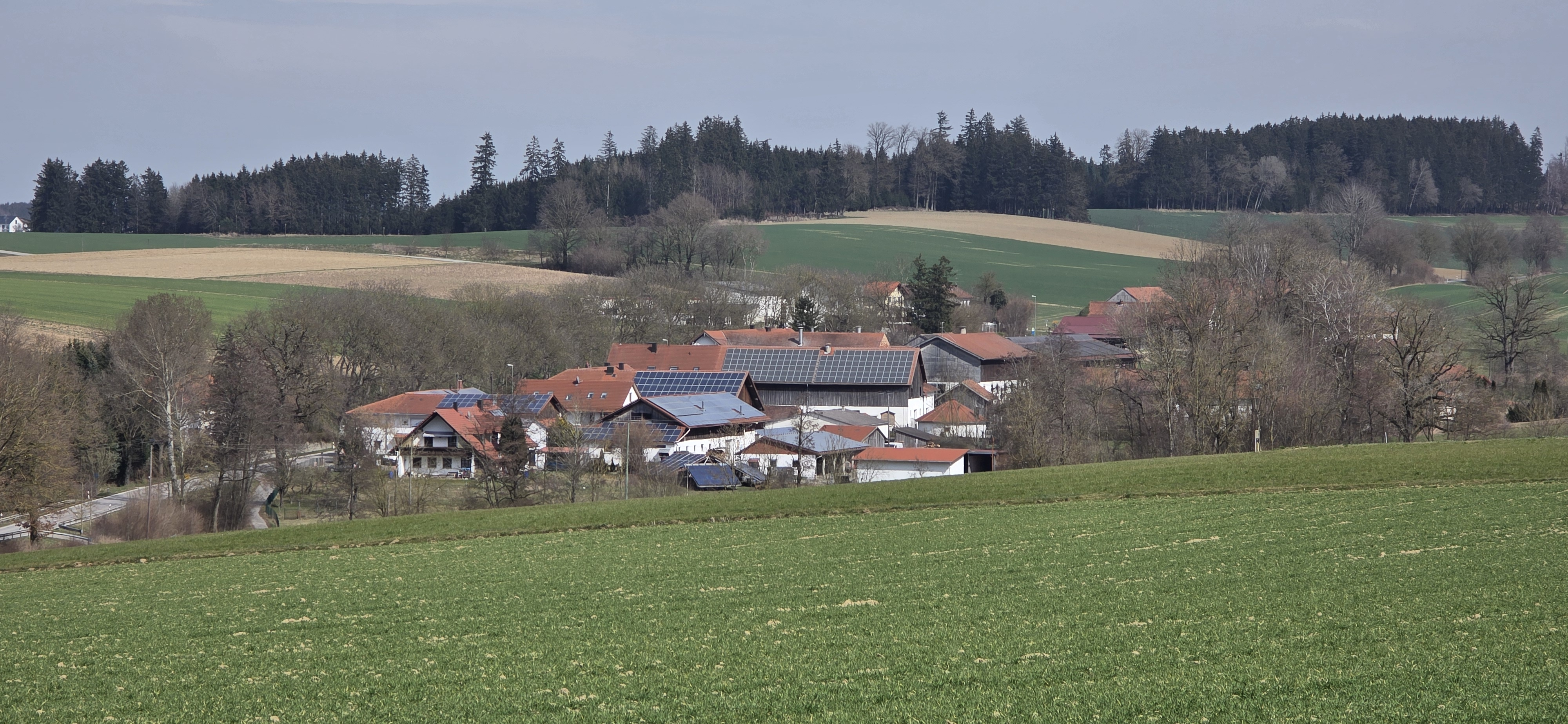
Ortsansicht Polzing von Westsüdwest